# جائزة سويسرا الكبرى 1975
جائزة سويسرا الكبرى 1975 هو سباق فورمولا 1 أقيم بتاريخ 24 أغسطس 1975 في ديجون، فرنسا. حلّ السويسري كلاي ريجاتسوني أولا بينما جاء الفرنسي باتريك ديبايلير في المركز الثاني.